# Vadstena folkhögskola
Vadstena folkhögskola är en bildningsplats, en konferens- och kursplats med egen restaurang. Vadstena folkhögskola fungerar också som vandrarhem året om.  
Skolan grundades 1945 och flyttade successivt under 60- och 70-talen till de lokaler som används idag; charmiga byggnader från tre olika århundraden vackert belägna precis vid Vätternstranden. Skolan är lagom stor, knappt 100 heltidsstuderande och ca 35 anställda. Skolan erbjuder bl.a. allmän kurs, textillinje, hantverkslinje, assistentlinje, kyrkans grundkurs, guide samt kurser för daglediga. 
Huvudman för skolan är Linköpings stift, Svenska kyrkan. Vadstena folkhögskola finansieras huvudsakligen genom bidrag från staten och landstingen. 

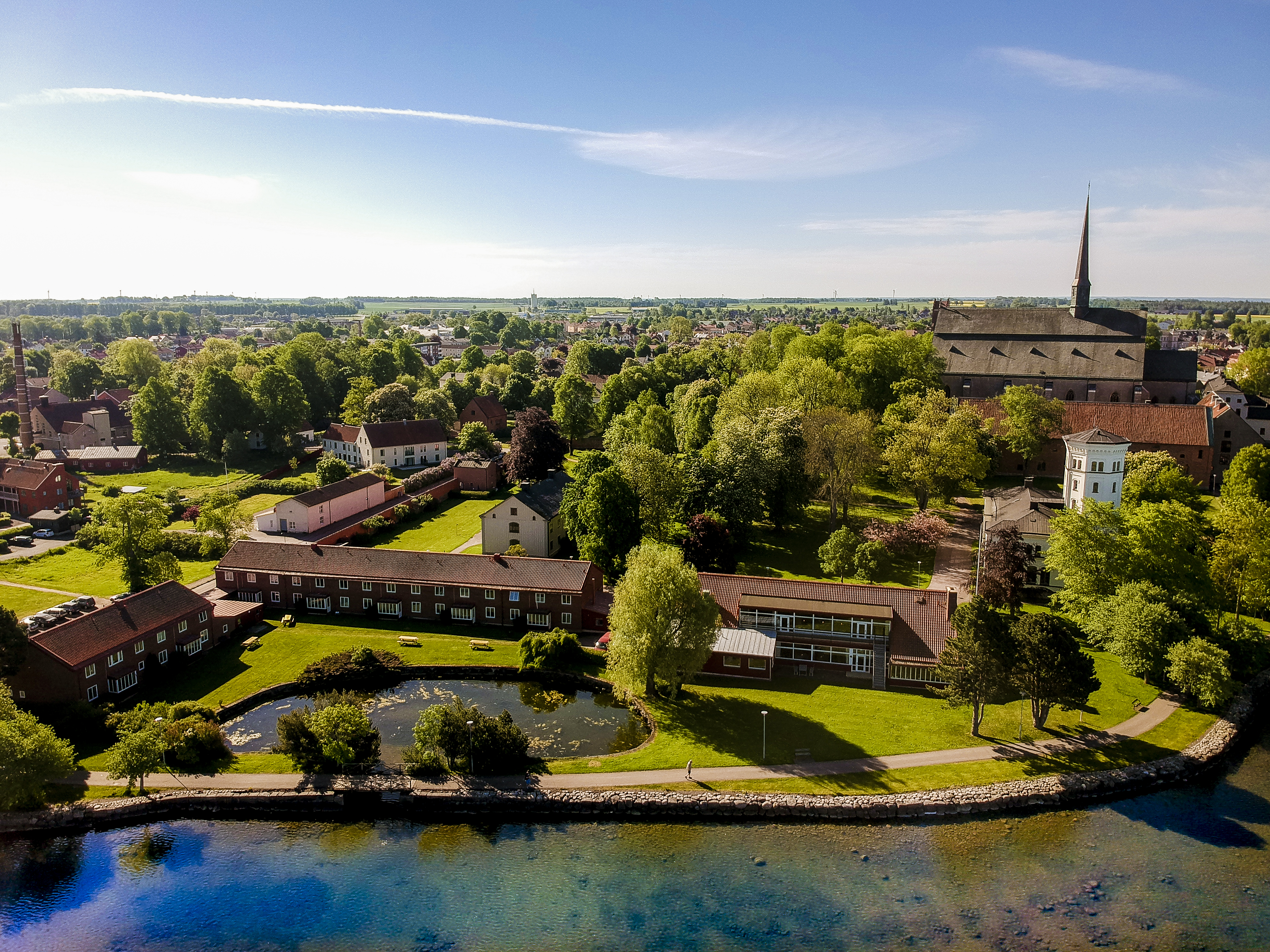
Flygbild över Vadstena folkhögskola

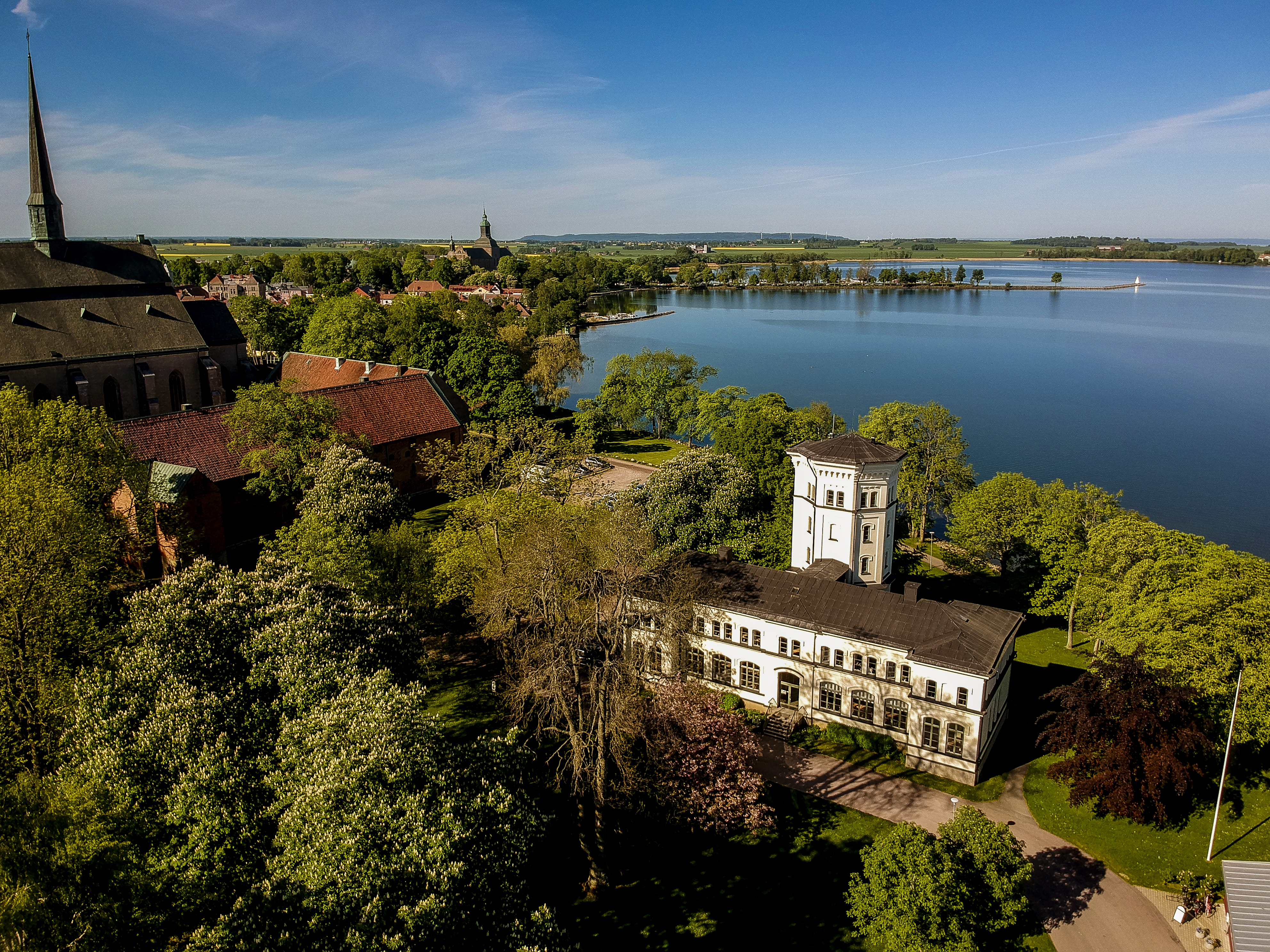
Flygbild över Vadstena folkhögskola

## Rektorer
- 1945–1961 Thord Lindell[1]
- 1994–2002 Ingemar Lindaräng[2]
- 2015–2020 Karin Nyström
- 2020– Carina Boman